# 1846
| [ Edytuj tabelę ]              | |
| Król Polski (tytularny)        | - 1831 Mikołaj I Romanow 1855 |
| Emir Afganistanu               | - 1842 Dost Mohammad Chan 1863 |
| Współksiążęta Andory           | - 1827 Simó Rojas de Guardiola y Hortoneda 1851 - 1830 Ludwik Filip I 1848                                                                             |
| Prezydent Argentyny            | - 1835 gen. Juan Manuel de Rosas 1852 |
| Cesarz Austrii                 | - 1835 Ferdynand I Habsburg 1848 |
| Król Bawarii                   | - 1825 Ludwik I 1848 |
| Król Belgów                    | - 1831 Leopold I 1865 |
| Premier Belgii                 | - 1845 Sylvain Van de Weyer 1846 - 1846 Barthélemy Théodor de Theux de Meylandt 1847                                                                   |
| Prezydent Boliwii              | - 1841 José Ballivián 1847 |
| Cesarz Brazylii                | - 1831 Pedro II 1889 |
| Sułtan Brunei                  | - 1829 Omar Ali Saifuddin II 1852 |
| Prezydent Chile                | - 1841 Manuel Bulnes 1851 |
| Cesarz Chin                    | - 1820 Daoguang 1850 |
| Król Czech                     | - 1835 Ferdynand I Habsburg 1848 |
| Król Danii                     | - 1839 Chrystian VIII 1848 |
| Dalajlama                      | - 1838 Khedrub Gjaco 1856 |
| Prezydent Dominikany           | - 1844 Pedro Santana 1848 |
| Władca Egiptu                  | - 1805 Muhammad Ali 1848 |
| Prezydent Ekwadoru             | - 1845 Vicente Ramón Roca 1849 |
| Premier Francji                | - 1840 Nicolas Jean de Dieu Soult 1847 |
| Król Francji                   | - 1830 Ludwik Filip I 1848 |
| Król Grecji                    | - 1831 Otton I 1862 |
| Prezydent Gwatemali            | - 1844 Rafael Carrera y Turcios 1848 |
| Prezydent Haiti                | - 1845 Jean-Louis Pierrot 1846 - 1846 Jean-Baptiste Riché 1847                                                                                         |
| Król Hawajów                   | - 1824 Kamehameha III 1854 |
| Król Hiszpanii                 | - 1833 Izabela II 1868 |
| Król Holandii                  | - 1840 Wilhelm II 1849 |
| Prezydent Hondurasu            | - 1845 Coronado Chávez 1847 |
| Szach Iranu                    | - 1834 Mohammad Szah 1848 |
| Państwo Wielkich Mogołów       | - 1837 Bahadur Szah II 1858 |
| Król Irlandii                  | - 1837 Wiktoria Hanowerska 1901 |
| Cesarz Japonii                 | - 1817 Ninkō 1846 - 1846 Kōmei 1866 |
| Kalif                          | - 1839 Abdülmecid I 1861 |
| Prezydent Kolumbii             | - 1844 gen. Tomás Cipriano de Mosquera 1849 |
| Patriarcha Konstantynopola     | - 1845 Antym VI 1848 |
| Władca Korei                   | - 1834 Hŏnjong 1849 |
| Emir Kuwejtu                   | - 1814 Dżabir I 1859 |
| Książę Liechtensteinu          | - 1836 Alojzy II 1858 |
| Wielki książę Luksemburga      | - 1840 Wilhelm II 1849 |
| Sułtan Maroka                  | - 1822 Abd ar-Rahman 1859 |
| Prezydent Meksyku              | - 1846 Mariano Paredes y Arrillaga 1846 - 1846 Nicolás Bravo 1846 - 1846 Mariano Salas 1846 - 1846 Valentín Gómez Farías 1847                          |
| Książę Monako                  | - 1841 Florestan I 1856 |
| Król Nepalu                    | - 1816 Rajendra 1847 |
| Premier Nepalu                 | - 1845 Fateh Jung Shah 1846 - 1846 Jang Bahadur Rana 1856                                                                                              |
| Król Norwegii                  | - 1844 Oskar I 1859 |
| Sułtan Omanu                   | - 1807 Sa’id ibn Sultan 1856 |
| Papież                         | - 1831 Grzegorz XVI 1846 - 1846 Pius IX 1878 |
| Prezydent Paragwaju            | - 1844 Carlos Antonio López 1862 |
| Książę Parmy i Piacenzy        | - 1814 Maria Ludwika 1847 |
| Prezydent Peru                 | - 1845 Ramón Castilla 1851 |
| Król Portugalii                | - 1834 Maria II 1853 - 1837 Ferdynand II Koburg (król iure uxoris) 1853                                                                                |
| Król Prus                      | - 1840 Fryderyk Wilhelm IV 1861 |
| Car Rosji                      | - 1825 Mikołaj I 1855 |
| Król Saksonii                  | - 1836 Fryderyk August II Wettyn 1854 |
| Prezydent Salwadoru            | - 1845 Joaquín Eufrasio Guzmán (p.o.) 1846 - 1846 Fermín Palacios Ulloa (p.o.) 1846 - 1846 Eugenio Aguilar 1848                                        |
| Kapitanowie Regenci San Marino | - 1845 Domenico Maria Belzoppi Pier Matteo Berti 1846 - 1846 Filippo Belluzzi Filippo Filippi 1846 - 1846 Francesco Guidi Giangi Costanzo Damiani 1847 |
| Książę Serbii                  | - 1842 Aleksander Karadziordziewić 1858 |
| Król Sardynii                  | - 1831 Karol Albert 1849 |
| Król Szwecji                   | - 1844 Oskar I 1859 |
| Król Tajlandii                 | - 1824 Rama III 1851 |
| Sułtan Turków                  | - 1839 Abdülmecid I 1861 |
| Prezydent Urugwaju             | - 1843 Manuel Oribe 1851 - 1843 Joaquín Suárez (p.o.) 1852                                                                                             |
| Prezydent USA                  | - 1845 James Polk 1849 |
| Prezydent Wenezueli            | - 1843 Carlos Soublette 1847 |
| Król Węgier                    | - 1835 Ferdynand VI 1848 |
| Monarcha Wielkiej Brytanii     | - 1837 Wiktoria 1901 |
| Premier Wielkiej Brytanii      | - 1841 Robert Peel 1846 - 1846 John Russell 1851 |
| Cesarz Wietnamu                | - 1841 Thiệu Trị 1847 |

Rok 1846 / MDCCCXLVI
stulecia: XVIII wiek ~
XIX wiek ~
XX wiek

dziesięciolecia:
1810–1819 •
1820–1829 •
1830–1839 •
1840–1849
• 1850–1859
• 1860–1869
• 1870–1879

lata: 1836 «
1841 «
1842 «
1843 «
1844 «
1845 «
1846
» 1847
» 1848
» 1849
» 1850
» 1851
» 1856

## Wydarzenia w Polsce
- 19 lutego-kwiecień – rzeź galicyjska: spalono co najmniej 500 dworów, śmierć poniosło od 1,2 do 3 tys. ziemian i urzędników dworskich.
- 21 lutego-4 marca – powstanie krakowskie.
- 22 lutego – powstanie krakowskie: utworzono Rząd Narodowy.
- 22/23 lutego – powstanie krakowskie: ogłoszenie Manifestu Rządu Narodowego.
- 24 lutego – powstanie krakowskie: Jan Tyssowski został dyktatorem powstania.
- 26 lutego – powstanie krakowskie: porażka powstańców w bitwie pod Gdowem.
- 27 lutego – powstanie krakowskie: odbyła się tzw. procesja Dembowskiego.
- 1 marca – powstanie krakowskie: wojska austriackie stanęły pod Krakowem, żądając kapitulacji miasta w ciągu 48 godzin.
- 3 marca – powstanie krakowskie: wojska austriackie zdławiły powstanie krakowskie.
- 4 marca
  - powstanie krakowskie: wojska austriackie w Krakowie.
  - powstanie krakowskie: Jan Tyssowski wraz z oddziałem złożył broń na granicy pruskiej.
  - wydanie koncesji na budowę linii kolejowej ze Stargardu do Poznania, którą oddano do użytku w 1848.
- Marzec – powstanie krakowskie: kapitulacja oddziałów powstańczych, które wycofały się z Krakowa, na granicy pruskiej.
- Kwiecień – decyzja trzech państw zaborczych o likwidacji Wolnego Miasta Krakowa i włączeniu jego terenu do monarchii austriackiej.
- 1 maja – oddano do użytku dwutorową linię kolejową łączącą Szczecin Dąbie ze Stargardem (dł. 25,2 km).
- 7 czerwca – Car Mikołaj I Romanow wydał tzw. ukaz czerwcowy poprawiający sytuację ekonomiczną chłopów w Królestwie Polskim, zniesione zostały między innymi darmochy i najem przymusowy.
- 1 września – otwarto dwutorową linię kolejową Miłkowice-Bolesławiec-Żary (102,4 km).
- 3 października – Kolej Górnośląska uruchomiła połączenie Wrocławia z Mysłowicami.
- 1 listopada – otwarto dwutorową linię kolejową Żagań-Głogów (dł. 60,0 km).
- 16 listopada – Austria zaanektowała obszar Wolnego Miasta Krakowa.

## Wydarzenia na świecie
- 1 stycznia – wobec zniesienia przez rząd meksykański autonomii Jukatanu ogłosił on ponownie niepodległość.
- 11 stycznia – na Nowej Zelandii zakończyła się (nierozstrzygnięta) brytyjsko-maoryska wojna o maszt flagowy.
- 28 stycznia – zwycięstwo wojsk brytyjskich nad Sikhami w bitwie pod Aliwal.
- 10 lutego – I wojna Brytyjczyków z Sikhami: zwycięstwo brytyjskie w bitwie pod Sobraon.
- 22 lutego – po raz ostatni zabrzmiał amerykański Dzwon Wolności.
- 9 marca – w Lahore podpisano traktat pokojowy, kończący I wojnę Brytyjczyków z Sikhami.
- 31 marca – Barthélémy de Theux de Meylandt został po raz drugi premierem Belgii.
- 22 kwietnia – w Portugalii wykonano dwa ostatnie wyroki śmierci.
- 25 kwietnia – wybuchła wojna amerykańsko-meksykańska. Bezpośrednim powodem konfliktu był spór o granice Teksasu.
- 8 maja – wojna amerykańsko-meksykańska: zwycięstwo wojsk amerykańskich w bitwie pod Palo Alto.
- 9 maja:
  - wojna amerykańsko-meksykańska: bitwa pod Resaca de la Palma.
  - wojna amerykańsko-meksykańska: wojska meksykańskie zakończyły nieudane oblężenie Fortu Texas.
- 12 maja – Z miasta Independence w stanie Missouri wyruszyła do Kalifornii Wyprawa Donnera.
- 13 maja – Kongres USA podjął decyzję o wypowiedzeniu wojny Meksykowi.
- 16 maja – w Portugalii wybuchło powstanie przeciwko królowej Marii II.
- 24 maja – wojna amerykańsko-meksykańska: gen. Zachary Taylor zajął Monterrey.
- 25 maja – Ludwik Napoleon Bonaparte zbiegł z twierdzy Ham, w której był osadzony za próbę przeprowadzenia zamachu stanu i udał się do Anglii.
- 14 czerwca – amerykańscy osadnicy w Kalifornii wszczęli antymeksykańskie powstanie i ogłosili utworzenie Republiki Kalifornii ze stolicą w Sonomie.
- 16 czerwca – 255 papieżem obrano kardynała Jana Mastai-Ferrettiego, który przyjął imię Piusa IX.
- 19 czerwca – Na terenie obecnego miasteczka Hoboken zostaje rozegrany pierwszy w historii mecz baseballowy. New York Nine Club wygrał z Knickerbockers 23-1[1].
- 30 czerwca – John Russell został premierem Wielkiej Brytanii.
- 7 lipca – Kalifornia uznana za część Stanów Zjednoczonych Ameryki.
- 9 lipca – została zlikwidowana Republika Kalifornii.
- 17 lipca – ogłoszenie przez Piusa IX amnestii dla więźniów politycznych w Państwie Kościelnym[2].
- 5 sierpnia – USA i Wielka Brytania podpisały traktat oregoński, wytyczający granicę amerykańską na odcinku z Kolumbią Brytyjską i Terytoriami Północno-Zachodnimi.
- 10 sierpnia – w Waszyngtonie założono Smithsonian Institution.
- 10 września – Elias Howe opatentował pierwszą działającą maszynę do szycia.
- 19 września – w La Salette dwojgu pastuszkom: Melanii Calvat i Maksyminowi Giraudowi objawiła się Matka Boża.
- 21 września – wojna amerykańsko-meksykańska: rozpoczęła się bitwa pod Monterrey.
- 23 września
  - niemiecki astronom Johann Gottfried Galle, dzięki obliczeniom Urbaina Le Verriera, odkrył nową planetę - Neptuna.
  - wojna amerykańsko-meksykańska: zwycięstwo Amerykanów w bitwie pod Monterrey.
- 25 września – żołnierze amerykańscy dowodzeni przez przyszłego prezydenta Zachary’ego Taylora zajęli meksykańskie miasto Monterrey.
- 30 września – amerykański dentysta William Morton po raz pierwszy użył narkozy do zabiegu usunięcia zęba.
- 10 października – został odkryty największy księżyc Neptuna Tryton. Odkrycia dokonał William Lassell.
- 16 października – w Bostonie (Massachusetts General Hospital) po raz pierwszy zastosowano narkozę jako środek uśmierzający ból podczas operacji chirurgicznej.
- 15 grudnia – otwarto linię kolejową Berlin - Hamburg.
- 21 grudnia – szkocki chirurg Robert Liston przeprowadził w Londynie pierwszą w Europie operację w znieczuleniu ogólnym, z wykorzystaniem eteru.
- 28 grudnia – Iowa została 29. stanem USA.

- Robert William Thomson opatentował oponę pneumatyczną dętkową (patent francuski w 1846, patent w USA w 1847, J.B. Dunlop wynalazł niezależnie oponę w 1888).

## Urodzili się
- 5 stycznia – Maria Baouardy, palestyńska karmelitanka, stygmatyczka, święta katolicka (zm. 1878)
- 29 stycznia – Karol Olszewski, polski fizyk i chemik, profesor Uniwersytetu Jagiellońskiego (zm. 1915)
- 30 stycznia – Aniela od Krzyża, hiszpańska zakonnica, święta katolicka (zm. 1932)
- 9 lutego – Wilhelm Maybach, niemiecki konstruktor i przemysłowiec (zm. 1929)
- 27 lutego – Franz Mehring, niemiecki filozof, teoretyk i historyk marksistowski (zm. 1919)
- 2 marca – Teresa Maria Manetti, włoska błogosławiona katolicka (zm. 1910)
- 3 marca – Kazimierz Zienkiewicz, polski kapitan, uczestnik powstania styczniowego (zm. 1925)
- 19 marca – Maria Josefa Recio Martin, hiszpańska zakonnica, Służebnica Boża (zm. 1883)
- 22 kwietnia – Oskar Meister, niemiecki organista i dyrygent (zm. 1907)[3]
- 23 kwietnia – Władysław Pieńkowski, burmistrz Radomska, prezydent Zgierza, prezydent Łodzi (zm. 1919)
- 2 maja – Zygmunt Noskowski, polski kompozytor, dyrygent i pedagog (zm. 1909)
- 5 maja – Henryk Sienkiewicz, polski pisarz, laureat nagrody Nobla, (zm. 1916)
- 8 maja – Josef Unger, austriacki architekt (zm. 1922)
- 16 maja – Ottomar Anschütz, niemiecki wynalazca i fotograf, pionier kinematografii (zm. 1907)
- 25 maja - Helena Koburg, księżniczka brytyjska, księżna Szlezwiku-Holsztynu (zm. 1923)
- 30 maja – Peter Carl Fabergé (ros. Петер Карл Фаберже), rosyjski jubiler i złotnik (zm. 1920)
- 15 czerwca – Leon Biliński, polski polityk, minister skarbu Austro-Węgier i Polski (zm. 1923)
- 8 lipca - Klotylda Maria Sachsen-Coburg-Saalfeld, arcyksiężna austriacka (zm. 1927)
- 14 lipca - Hermann Baisch, niemieckie pejsażysta i animalista (zm. 1894)
- 22 sierpnia - Amalie Skram, norweska pisarka (zm. 1905)
- 28 sierpnia – August Sokołowski, polski historyk (zm. 1921)
- 18 września - Władysław Bylicki, polski ginekolog-położnik (zm. 1931)
- 29 września – Michał Michalski, poseł do Sejmu Galicyjskiego, prezydent miasta Lwowa (zm. 1907)
- 9 października – Maksymilian Gierymski, polski malarz (zm. 1874)
- 12 października – Archanioł Tadini, włoski ksiądz, święty katolicki (zm. 1912)
- 13 października – Julia Salzano, włoska zakonnica, święta katolicka (zm. 1929)
- 14 października – Albert Schickedanz, architekt i malarz związany z Budapesztem (zm. 1915)
- 21 października – Edmondo De Amicis, włoski pisarz (zm. 1908)
- 28 października - Louis Emory McComas, amerykański prawnik, polityk, senator ze stanu Maryland (zm. 1907)
- 2 listopada - Anna Działyńska, polska posiadaczka ziemska, działaczka społeczna i oświatowa (zm. 1926)
- 11 listopada - Anna Katharine Rohlfs, amerykańska pisarka, poetka (zm. 1935)
- 13 listopada – Jan Kubary, polski podróżnik i etnograf, badacz Oceanii (zm. 1896)
- 9 grudnia - Bernard Alojzy Łubieński, polski redemptorysta, kaznodzieja, misjonarz, pisarz, Sługa Boży (zm. 1933)
- 12 grudnia – Stanisław Szczepanowski, polski ekonomista, inżynier, przedsiębiorca naftowy (zm. 1900)
- 20 grudnia – Hermann Fritsche, austriacki działacz religijny i publicysta (zm. 1924)
- 21 grudnia – Baltazar Szopiński, polski prawnik, kolekcjoner dzieł tatrzańskich (zm. 1912)
- data dzienna nieznana: 
  - Piotr Chŏng Wŏn-ji, koreański męczennik, święty katolicki (zm. 1866)
  - Ludwig Darmstädter, niemiecki taternik i alpinista (zm. 1925)
  - Wiktor Malewski, powstaniec styczniowy
  - Elżbieta Qin Bian, chińska męczennica, święta katolicka (zm. 1900)

- - Émile Rey, włoski przewodnik wysokogórski z Doliny Aosty (zm. 1895)
  - Kyŏnghŏ Sŏngu, koreański mistrz sŏn (jap. zen) (zm. 1912)

## Święta ruchome
- Tłusty czwartek: 19 lutego
- Ostatki: 24 lutego
- Popielec: 25 lutego
- Niedziela Palmowa: 5 kwietnia
- Wielki Czwartek: 9 kwietnia
- Wielki Piątek: 10 kwietnia
- Wielka Sobota: 11 kwietnia
- Wielkanoc: 12 kwietnia
- Poniedziałek Wielkanocny: 13 kwietnia
- Wniebowstąpienie Pańskie: 21 maja
- Zesłanie Ducha Świętego: 31 maja
- Boże Ciało: 11 czerwca